# Municipio de Raccoon (Illinois)
El municipio de Raccoon (en inglés: Raccoon Township) es un municipio ubicado en el condado de Marion en el estado estadounidense de Illinois. En el año 2010 tenía una población de 1541 habitantes y una densidad poblacional de 16,66 personas por km².

## Geografía
El municipio de Raccoon se encuentra ubicado en las coordenadas 38°31′9″N 88°58′36″O / 38.51917, -88.97667. Según la Oficina del Censo de los Estados Unidos, el municipio tiene una superficie total de 92.5 km², de la cual 91,31 km² corresponden a tierra firme y (1,29 %) 1,19 km² es agua.

## Demografía
Según el censo de 2010, había 1541 personas residiendo en el municipio de Raccoon. La densidad de población era de 16,66 hab./km². De los 1541 habitantes, el municipio de Raccoon estaba compuesto por el 97,47 % blancos, el 0,78 % eran afroamericanos, el 0,71 % eran asiáticos, el 0,19 % eran de otras razas y el 0,84 % eran de una mezcla de razas. Del total de la población el 0,71 % eran hispanos o latinos de cualquier raza.